# هوبه عقلان (السياني)

تعديل مصدري - تعديل

هوبه عقلان محلة تابعة لقرية الظرافة، التابعة لعزلة ذي شراق بمديرية السياني إحدى مديريات محافظة إب في الجمهورية اليمنية.، بلغ تعداد سكانها 37 حسب تعداد اليمن لعام 2004.